# Pedro Ángel de Espiñeira
Pedro Ángel de Espiñeira (San Pedro de Vilariño, España, 29 de julio de 1727 - † Concepción, Chile, 9 de febrero de 1778) fue un sacerdote franciscano, Obispo de Concepción desde 1761 hasta su muerte. Asumió la administración de las misiones jesuitas de su diócesis tras la expulsión de la orden en 1767.

## Biografía
Hijo de Domingo Fernández de Espiñeira y Gabriela Nieto, igresó a la Orden Franciscana a la edad de 15 años.
Fue enviado a Chile, encargado de fundar y dirigir el Colegio de Propaganda de Fide en Chillán, encargado de la enseñanza de los naturales. Se dedicó a organizar las misiones del territorio pehuenche, con quienes tenía un tratado la Monarquía Española.
En 1761 fue nombrado obispo de Concepción, y luego de asumir el cargo en 1764, comenzó a recorrer el territorio de su diócesis, en un viaje que duró hasta 1769.
Le correspondió asumir responsabilidad de la formación de nuevos sacerdotes de su diócesis, pues en su diócesis era tarea de la Compañía de Jesús, expulsada de los territorios españoles en 1767, resultando sus gestiones en la fundación del Seminario de San Carlos Borromeo en 1777.
También debió asumir la administración de las misiones jesuitas, y continuar la atención espiritual de los indígenas.